# Nagy Andrea (festő)
Nagy Andrea (? 1965?−) magyar festőművész, díszlet- és jelmeztervező.

## Életútja, munkássága
A budapesti Képző- és Iparművészeti Szakközépiskolában érettségizett 1983-ban. Felsőfokú tanulmányokat a Magyar Képzőművészeti Főiskolán folytatott 1983-1988 közt a díszlet- jelmeztervező szakon, festészetből Bráda Tibor volt a mestere. 1988-ban EASA ösztöndíjjal Nyugat-Berlinbe került, majd a kelet-európai országok rendszerváltásai közepette egy 12 főből álló művészcsoport vezetője lett Pásztor Erika Katalinával, feladatuk az volt, hogy egy workshop keretében megvalósítsanak egy performanszot a már omladozó Berlini falnál.
Pályájának első évtizedében főleg díszlet- és jelmeztervezőként működött, jeles munkái a következő színházakhoz és darabokhoz kötődnek:
- Szegedi Nemzeti Színház: Don Carlos, rend.: Árkosi Árpád;
- Szolnoki Szigligeti Színház: Szentivánéji álom, rend.: Csizmadia Tibor;
- Oidipusz király, Koldus és királyfi, rend.: Vörös Róbert;
- Veszprémi Petőfi Színház: Egy tisztáson, rend.: Pál István;
- Nyíregyházi Móricz Zsigmond Színház: Oreszteia, rend.: Salamon Suba László;
- Magyar Televízió: Céllövölde, rend.: Sopsits Árpád, cannes-i díjas film

Az 1990-es évek közepe óta főleg festészettel foglalkozik expresszív, figurális képeket és sorozatokat alkot nagyméretű vásznakon, ismeretesek portré-sorozatai, egy erotikus vázlatsorozata, városkép- és életkép sorozatai. Aktív és szívesen látott kiállító művész, kedveli a nem hagyományos jellegű kiállító helyeket, ahol sok a látogató.
Művészcsoportok, alkotó telepek munkáiban is részt vesz, 1987 és 1991 közt a Természetes Vészek csoport tagja Árvai Györggyel és Bozsik Yvettel, 2004 óta többször is a Szolnoki művésztelepen alkot és kiállít.
A művész 2008-as Hubay Galéria-beli tárlata kapcsán 2008-ig megtett festői útjáról így nyilatkozik egy interjúban: „Pár évvel ezelőtt indultam pop-artos sorozataimmal. Szinte évente újabb és újabb témát jártam körül, kezdve a felső tízezer party-világánál, majd áttérve graffitis, street artos jelenetekre. Legutóbbi sorozatom portré sorozat volt, emberek kutyákkal és graffitis környezetben. A mostani anyag formailag egy letisztultabb világ, a kiállításmegnyitók közönsége. Öröm volt azon spekulálni, hogy melyik jelenethez melyik kedvenc híres, világhíres kortárs alkotó festménye 'asszisztáljon'. Ez a választás határozta meg az adott festmény színvilágát is, pár esetben magát a jelenetet is.”

## Kiállításai (válogatás)

### Egyéni
- 2003 • Café Vian, Liszt Ferenc tér, Budapest
- K+K Hotel Opera, Budapest
- Angelika Kávézó, Batthyány tér, Budapest
- 2005 • Hilton Budapest WestEnd, Váci út, Budapest
- Hozam Klub, Eger
- 2005-2006 • Café Vian
- 2006 • Graffiti, Szolnoki művésztelep
- 2006-2007 • Pop portrék, Café Vian
- 2007 • Úr és Kutya, Kert Galéria, Szolnoki Művésztelep
- 2008 • Kiállítás – Nagy Andrea tárlata, HUBA Galéria

### Csoportos előadások, kiállítások
- 2004 • RETINA - Goda Gábor: Vizuális táncszínháza, Artus stúdió, XI. ker.,  Sztregova u. 3., a Fonó Budai Zeneház melletti gyárépület (az alkotó-előadók közt Nagy Andrea is).
- 2006 • Dorottya Open Show,[2] Dorottya Galéria
- 2007 • Mézédes élet – csoportos kiállítás,[3] APRoPODIUM Galéria • Te rongyos élet – csoportos képzőművészeti kiállítás,[4] APRoPODIUM Galéria • Egy nyári mosoly - kortárs festőművészek csoportos kiállítása, HUBA Galéria[5]
- 2009 • „Kutyául nézünk ki”,[6] Stoll’art Galéria
- 2010  A mozgás öröme - csoportos kiállítás,[7] HUBA Galéria

## Társasági tagság
- Magyar Alkotóművészek Országos Egyesülete (MAOE) festő tagozatának tagja 1988 óta